# Gare centrale de Madras
La gare centrale de Madras (en tamoul : சென்னை மத்திய தொடருந்து நிலையம், en anglais : Chennai Central railway station) est la principale gare ferroviaire de Madras (ou Chennai), en Inde. Principalement de style néo-gothique, avec une connotation italienne et hindoue, elle date de 1873. Les plans d'origine sont de George Hardinge (ou George Harding selon les sources). Des ajouts postérieurs, comme la tour horloge centrale et les tours latérales, sont dus à Robert Chisholm (en).

## Situation ferroviaire
La gare est située en tête d'une ligne qui bifurque quelques kilomètres plus au nord.

## Histoire
La gare a ouvert en 1873, quand la ligne reliant Madras à Vyasarpadi (en) a ouvert. Elle comptait alors quatre quais. La principale gare de Madras était jusqu'alors celle de Royapuram (en). Les travaux selon les plans de George Harding ont continué jusqu'en 1878 puis d'autres améliorations ont été réalisées par Robert Chisholm (en), notamment la tour horloge haute de 135 pieds, terminée en 1900. L'horloge, de 1874, a été fabriquée à Londres par Gillett & Johnston (en). D'autres ajouts ont été réalisés en 1938, 1959 et 1981.
La gare a été étendue à l'ouest, compte 12 quais et un deuxième bâtiment, semblable au premier, a été ajouté en 1998.
Le 5 avril 2019, la gare centrale de Madras est renommée Puratchi Thalaivar Dr. M.G. Ramachandran Central Railway Station ou « Gare centrale Puratchi Thalaivar (chef révolutionnaire en tamoul) Dr. M.G. Ramachandran », en l'honneur de l'homme politique M. G. Ramachandran, fondateur du parti de l'AIADMK et ancien ministre en chef de l'état du Tamil Nadu,. Cette proposition avait été émise quelques années plus tôt, à l'occasion du centenaire de la naissance de M.G.R. Ce changement de nom a fait de la gare centrale de Madras, celle qui dispose du plus long nom parmi le réseau ferré indien, et le second plus long nom parmi le réseau ferré mondial, dépassé d'une lettre par la gare de Llanfairpwllgwyngyllgogerychwyrndrobwllllantysiliogogogoch au Pays de Galles (Royaume-Uni).

### Desserte

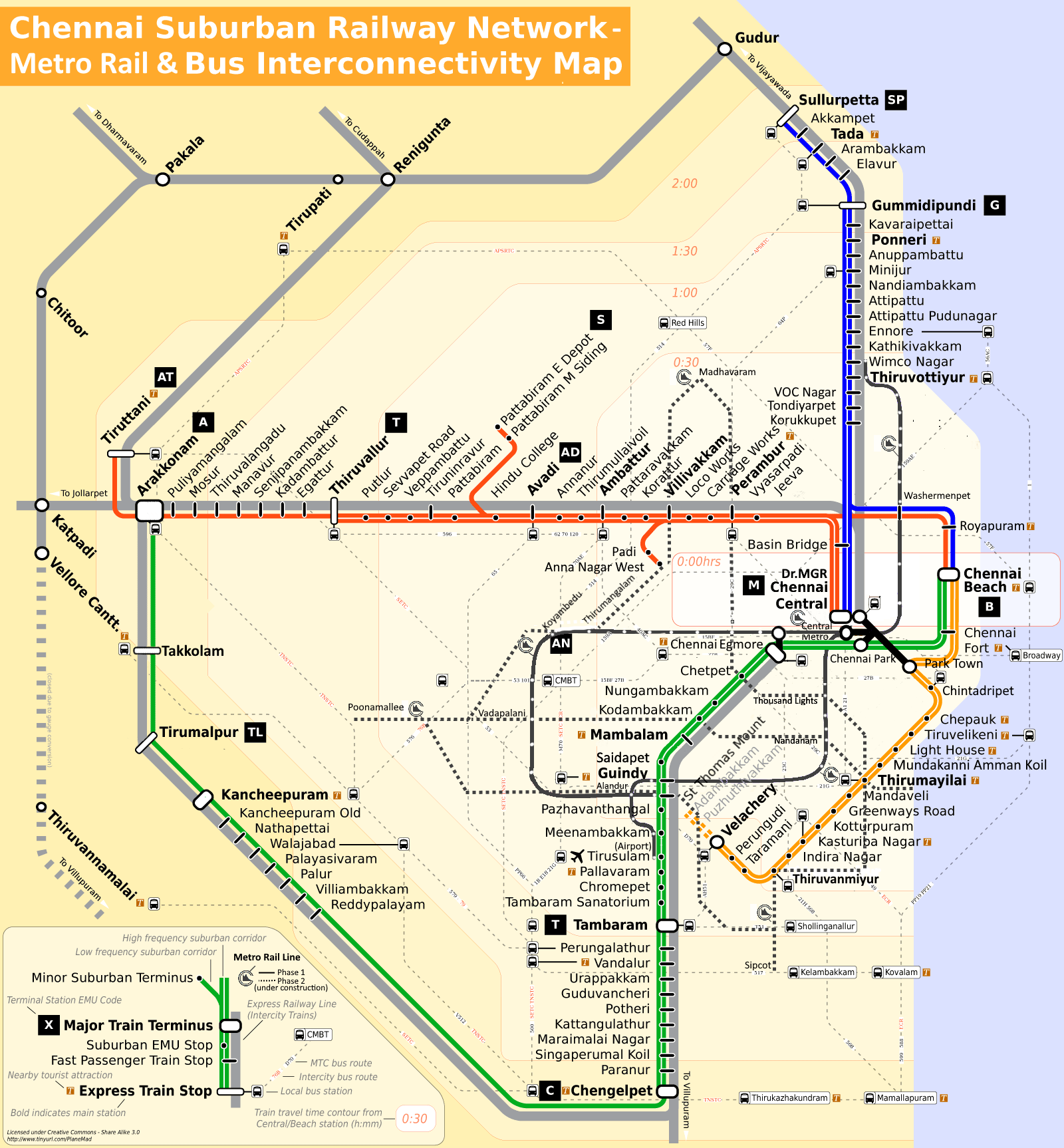
Le réseau de trains de banlieue de Chennai.